# 노은 분기점
노은 분기점(老隱分岐點, Noeun Junction, 노은JC)은 충청북도 충주시 노은면 수룡리에 설치된 평택제천고속도로와 중부내륙고속도로가 만나는 분기점이다. 이 분기점은 평택제천고속도로 평택 방면에서  중부내륙고속도로 창원 방면으로의 진출과 중부내륙고속도로 양평 방면에서 평택제천고속도로 제천 방면으로의 진출만이 가능하다. 따라서 이 외의 경우에는 충주 분기점을 이용해야 한다.

## 연혁
- 2007년 8월 3일 : 분기점 신설을 위해 충주시 도시계획구역 교통광장에 노은면 수룡리 일원을 충주 분기점으로 고시[1]
- 2014년 10월 31일 : 평택제천고속도로 충주 분기점 ~ 동충주 나들목 구간 개통과 함께 노은 분기점으로 영업 개시[2]

## 구조물 정보
- 위치: 충청북도 충주시 노은면 수룡리

## 접속하는 노선

### 평택・제천방면
- 평택제천고속도로 (13번)

### 창원・양평방면
- 중부내륙고속도로 (23번)

## 사진

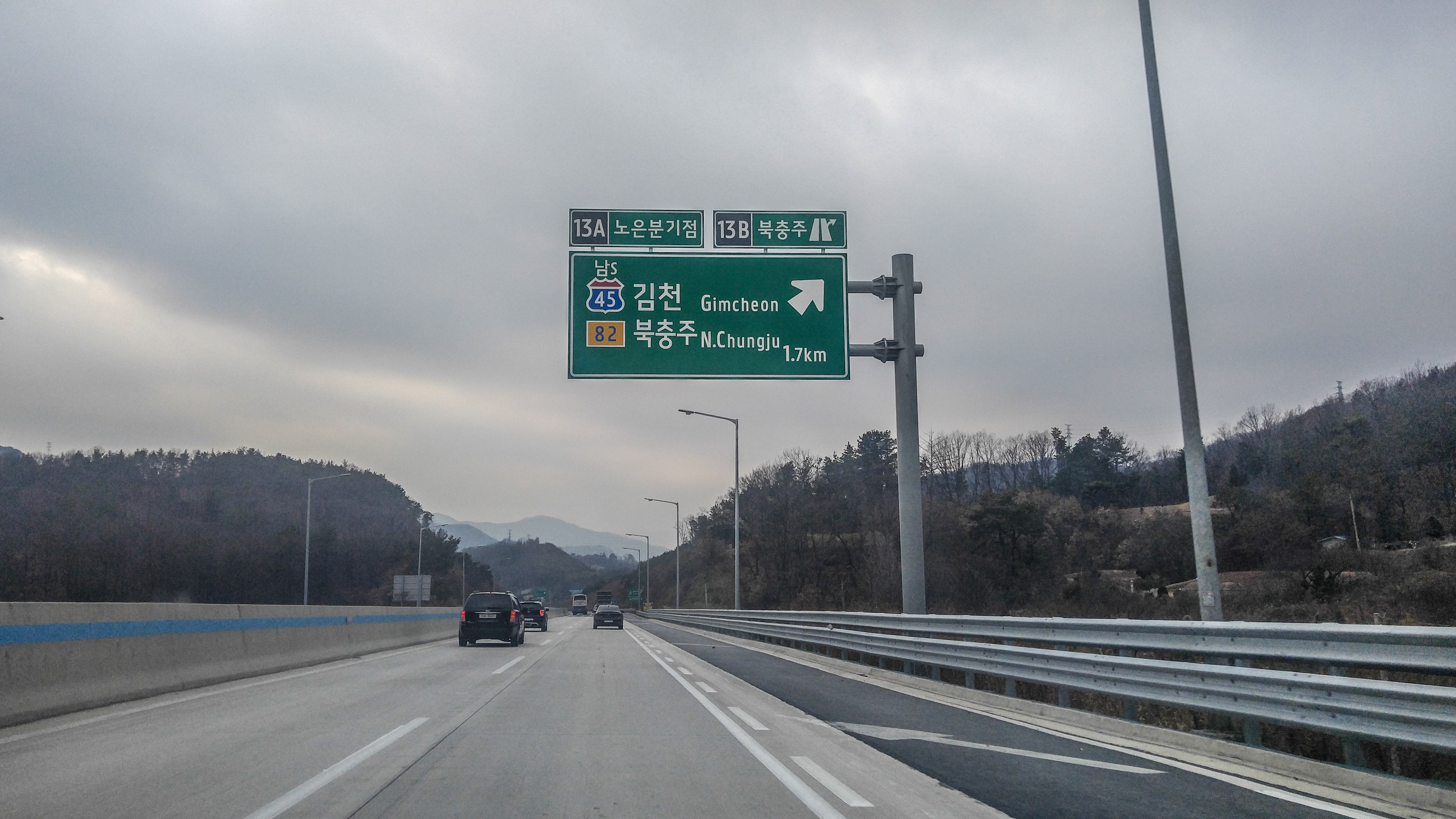
평택제천고속도로 1.7km 표지판
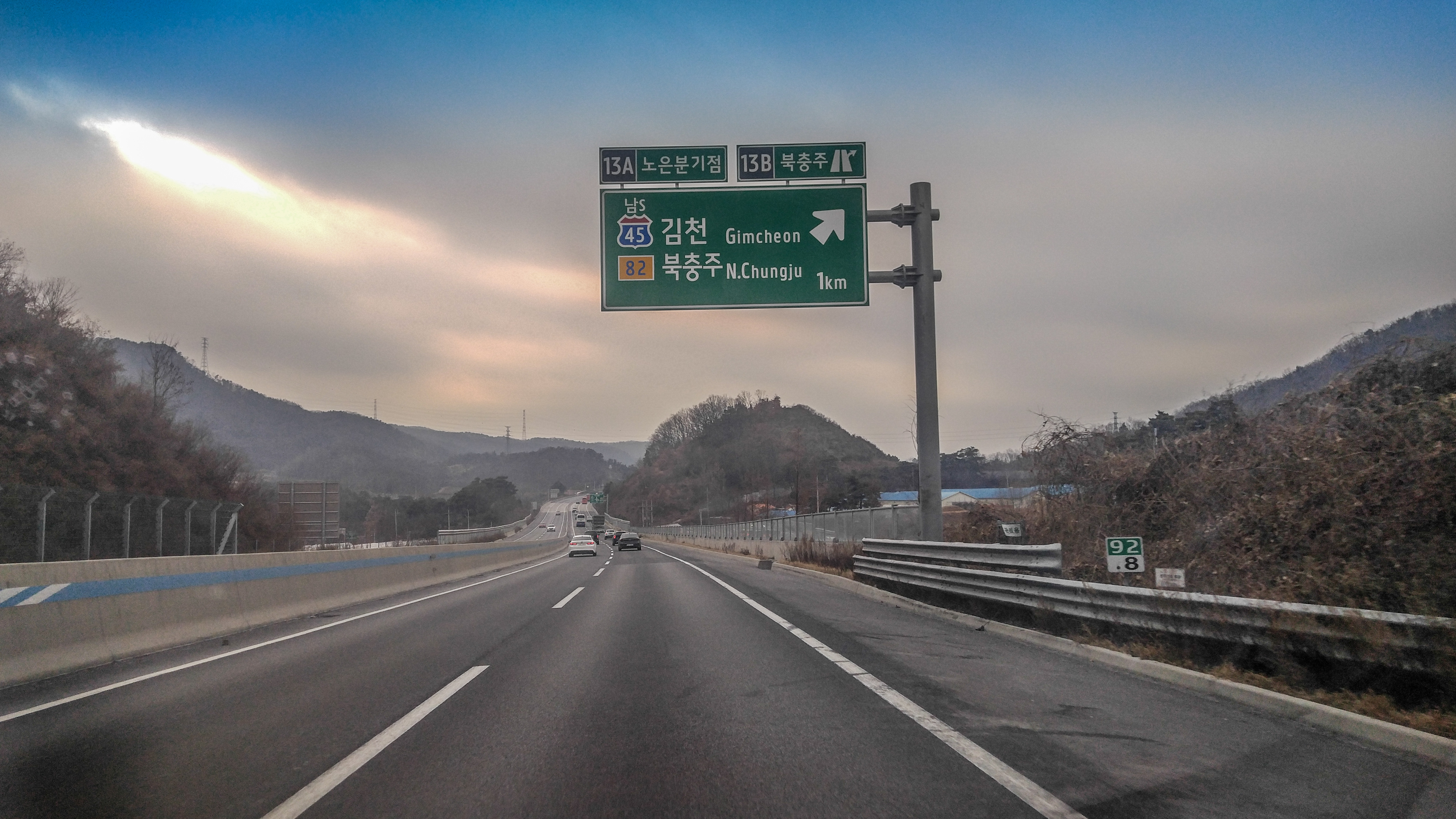
평택제천고속도로 1km 표지판
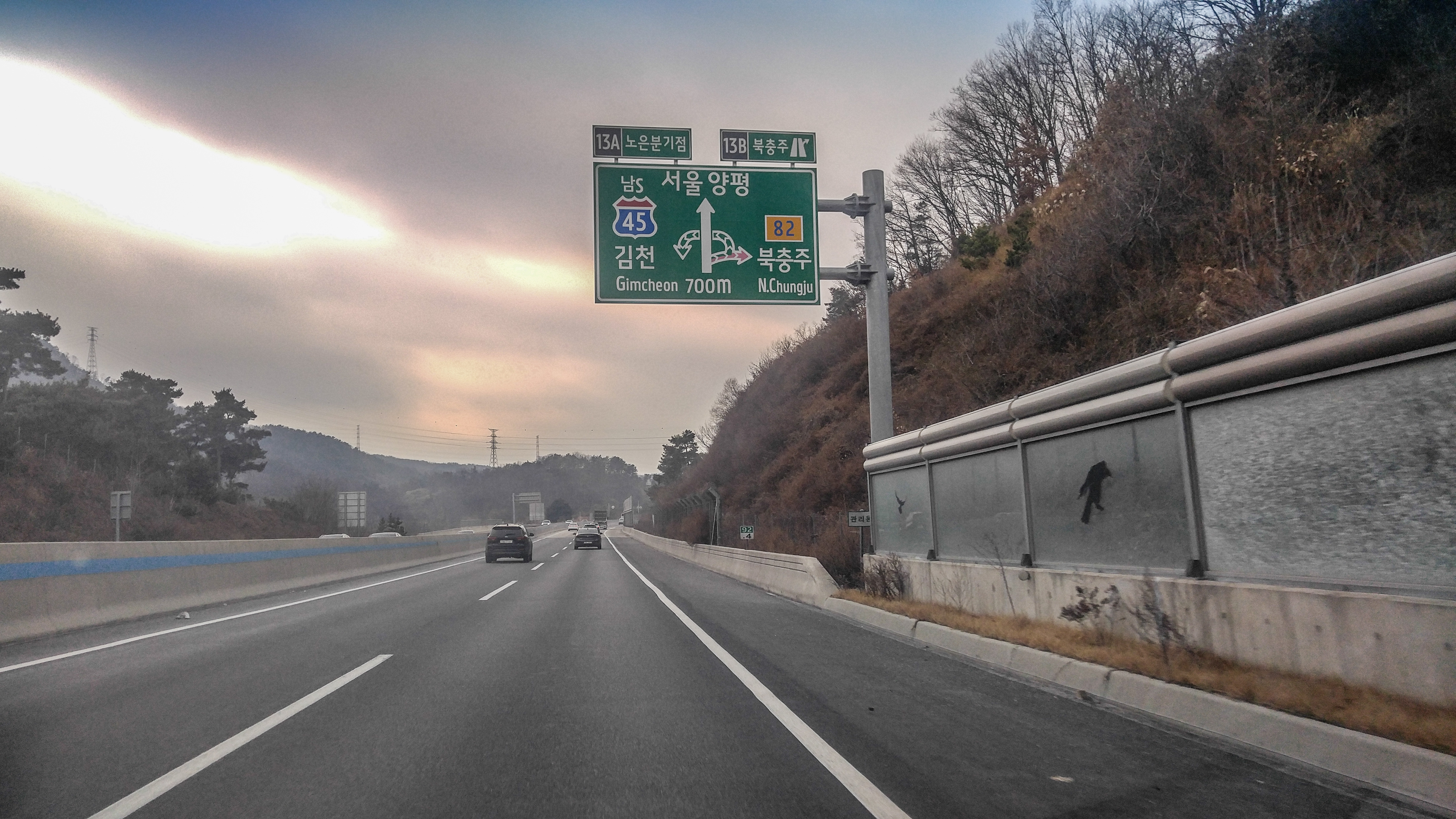
평택제천고속도로 700m 표지판
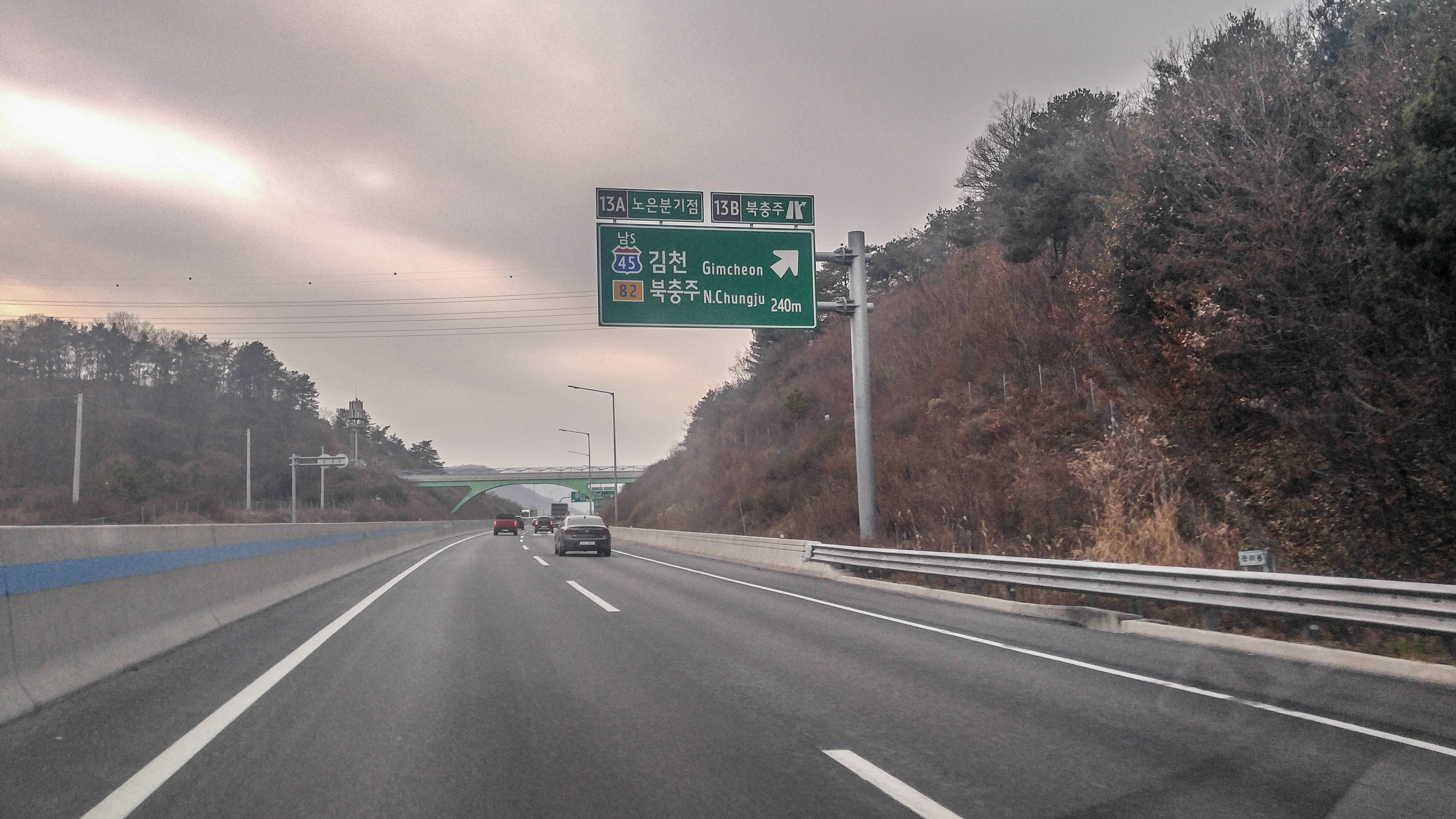
평택제천고속도로 240m 표지판
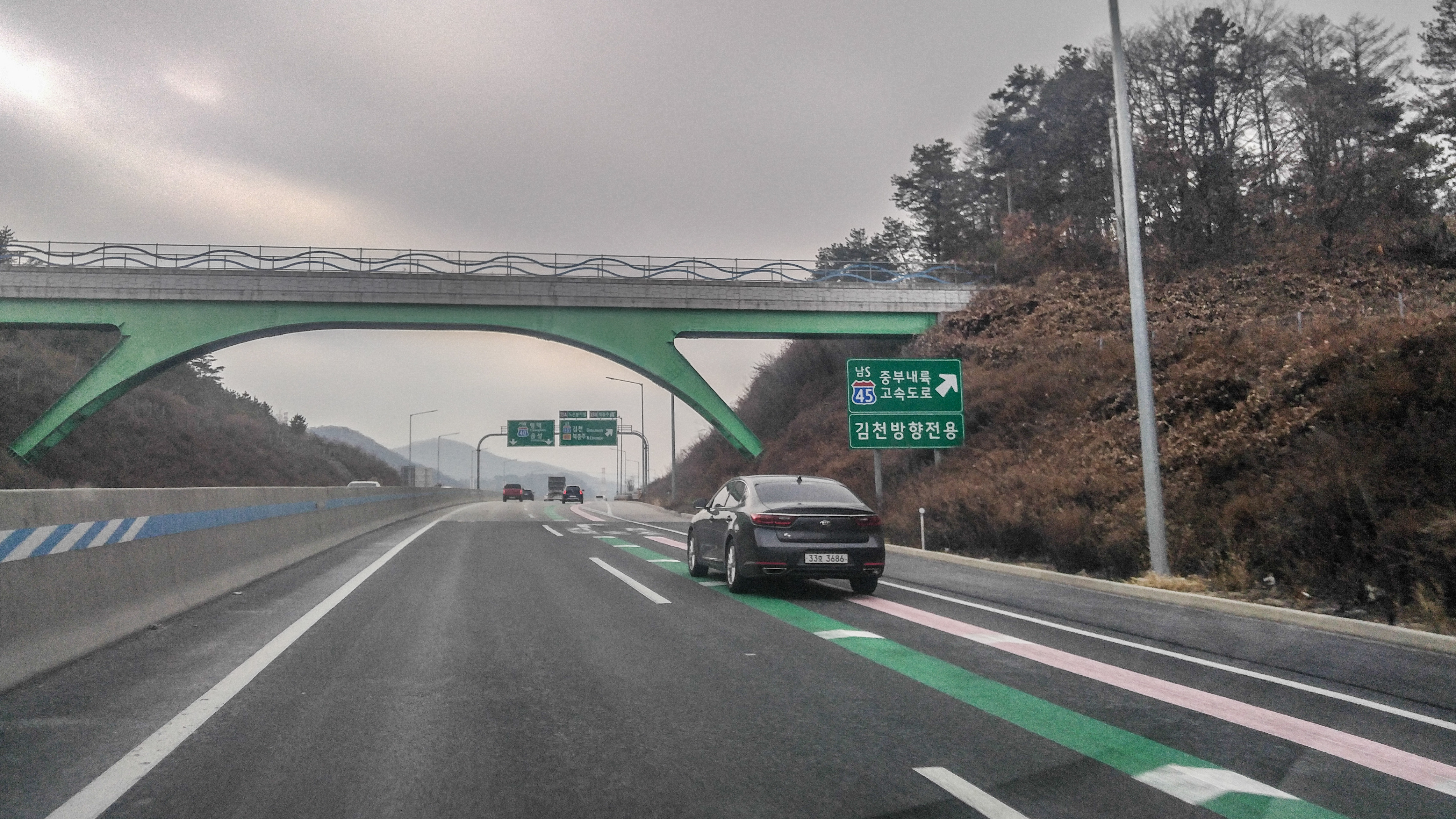
평택제천고속도로 표지판
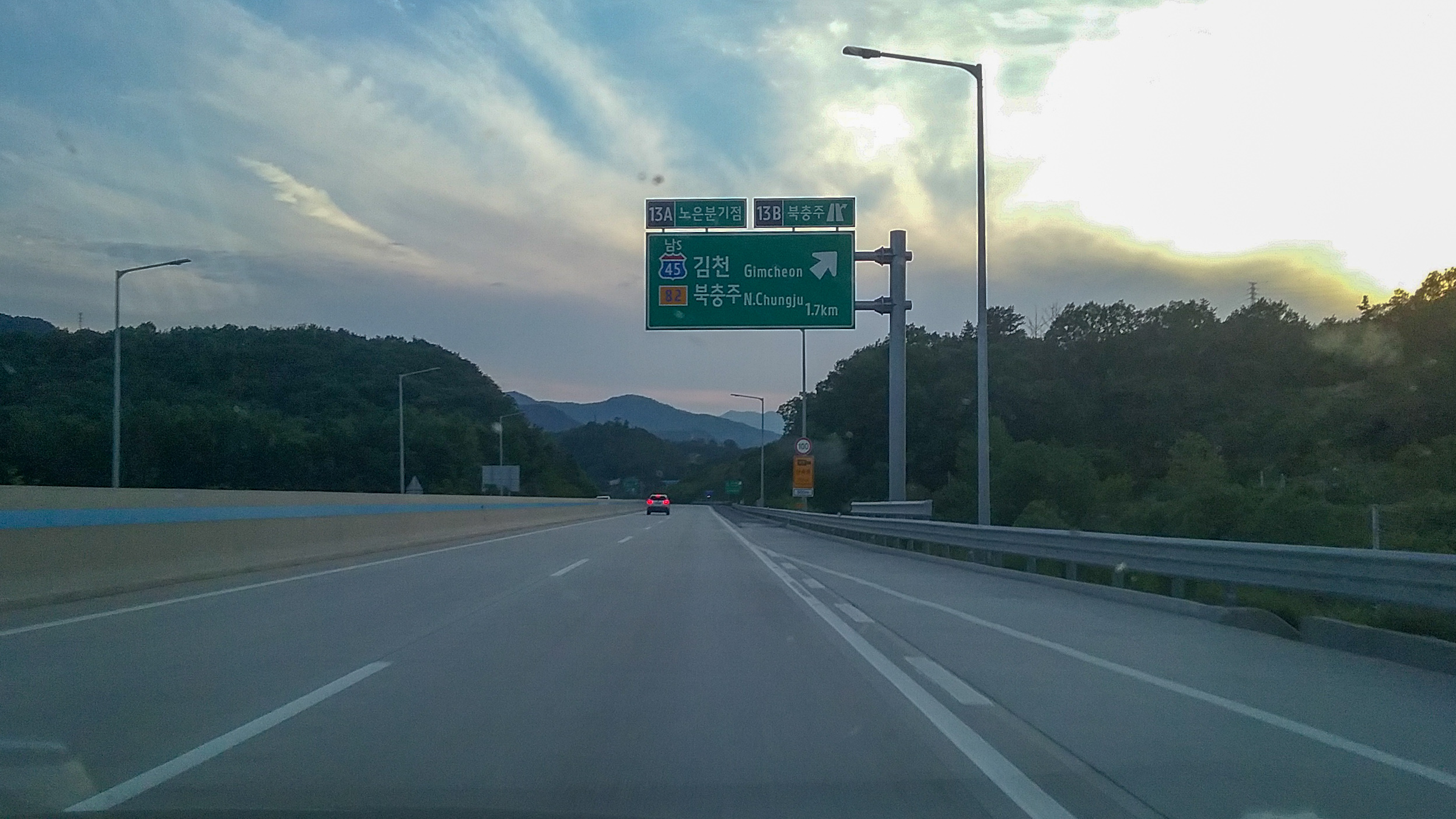
평택제천고속도로 1.7km 표지판(2018년)
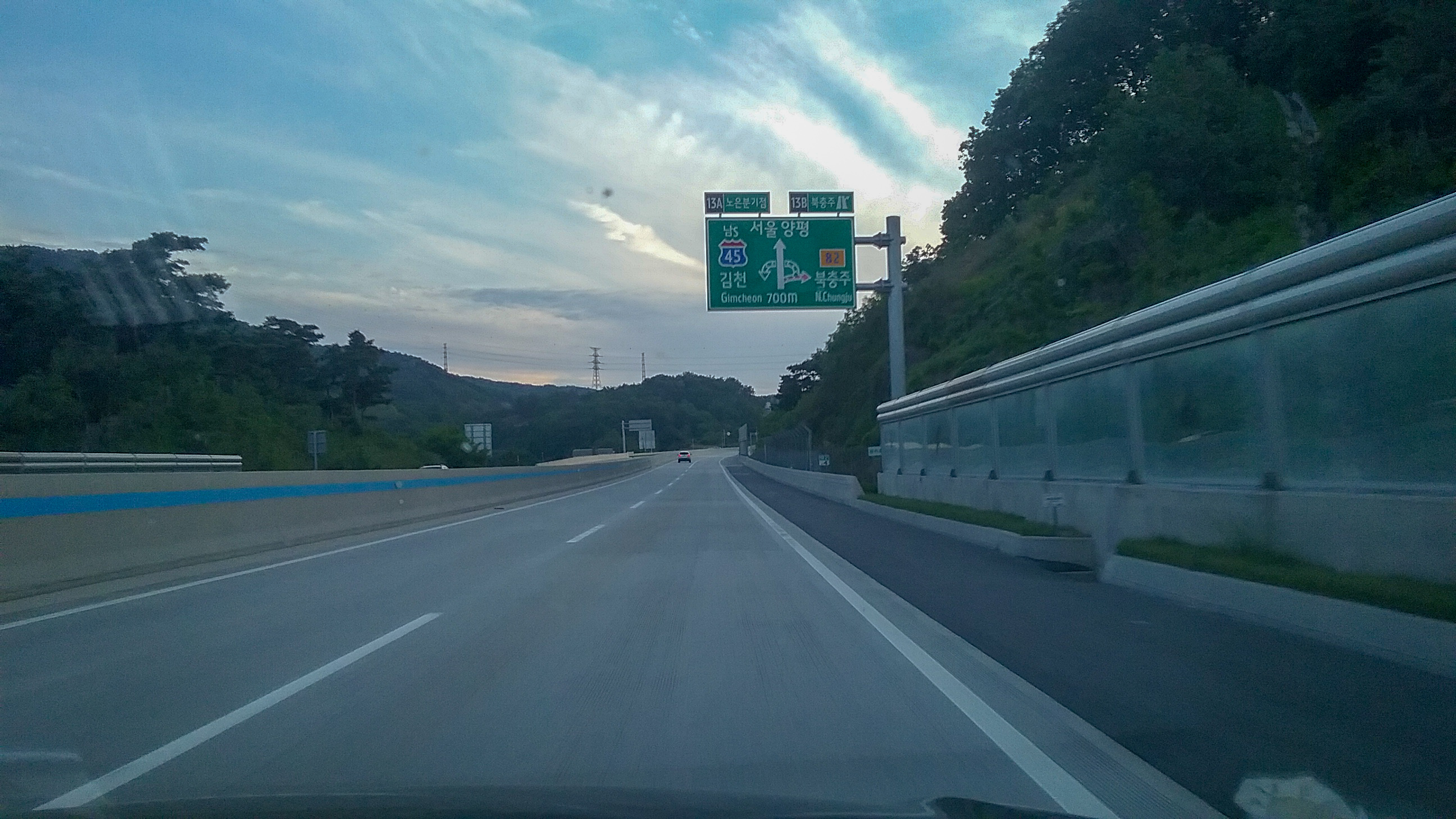
평택제천고속도로 700m 표지판(2018년)
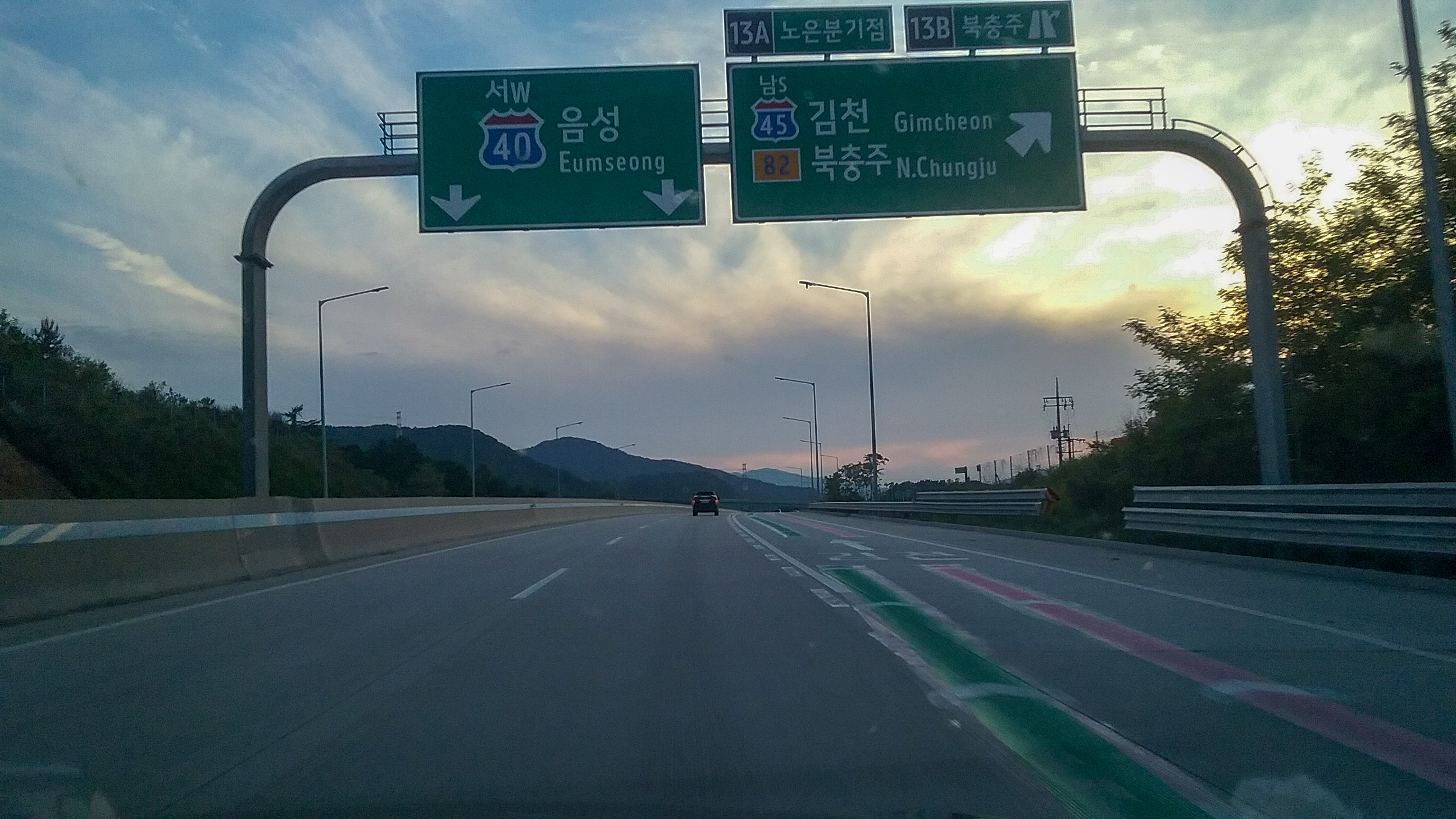
평택제천고속도로 표지판(2018년)